# Хауард Сити (Небраска)
Хауард Сити (енгл. Howard City) град је у америчкој савезној држави Небраска.

## Демографија
По попису из 2010. године број становника је 189, што је 32 (-14,5%) становника мање него 2000. године.
| Група             | 2000.       | 2010.       |
| Белци             | 216 (97,7%) | 178 (94,2%) |
| Афроамериканци    | 0 (0,0%)    | 0 (0,0%)    |
| Азијати           | 0 (0,0%)    | 0 (0,0%)    |
| Хиспаноамериканци | 2 (0,9%)    | 10 (5,3%)   |
| Укупно            | 221         | 189         |